# Didimocònids
Els didimocònids (Didymoconidae) són una família extinta d'euteris prehistòrics. Fou descrita per Miklós Kretzoi el 1943 i comprèn sis gèneres. És l'única família de l'ordre dels didimocònides (Didymoconida).